# Крылатские холмы
Крыла́тские холмы́ — ландшафтный парк, расположенный в районе Крылатское Западного административного округа города Москвы. Площадь парка — 175 га. Постановлением Правительства Москвы № 564 от 21 июля 1998 года парку присвоен статус особо охраняемой природной территории регионального значения.

## Происхождение названия
Своё название парк получил от бывшего села Крылатского, вошедшего в состав Москвы, а также от рельефа местности.

## Характеристика

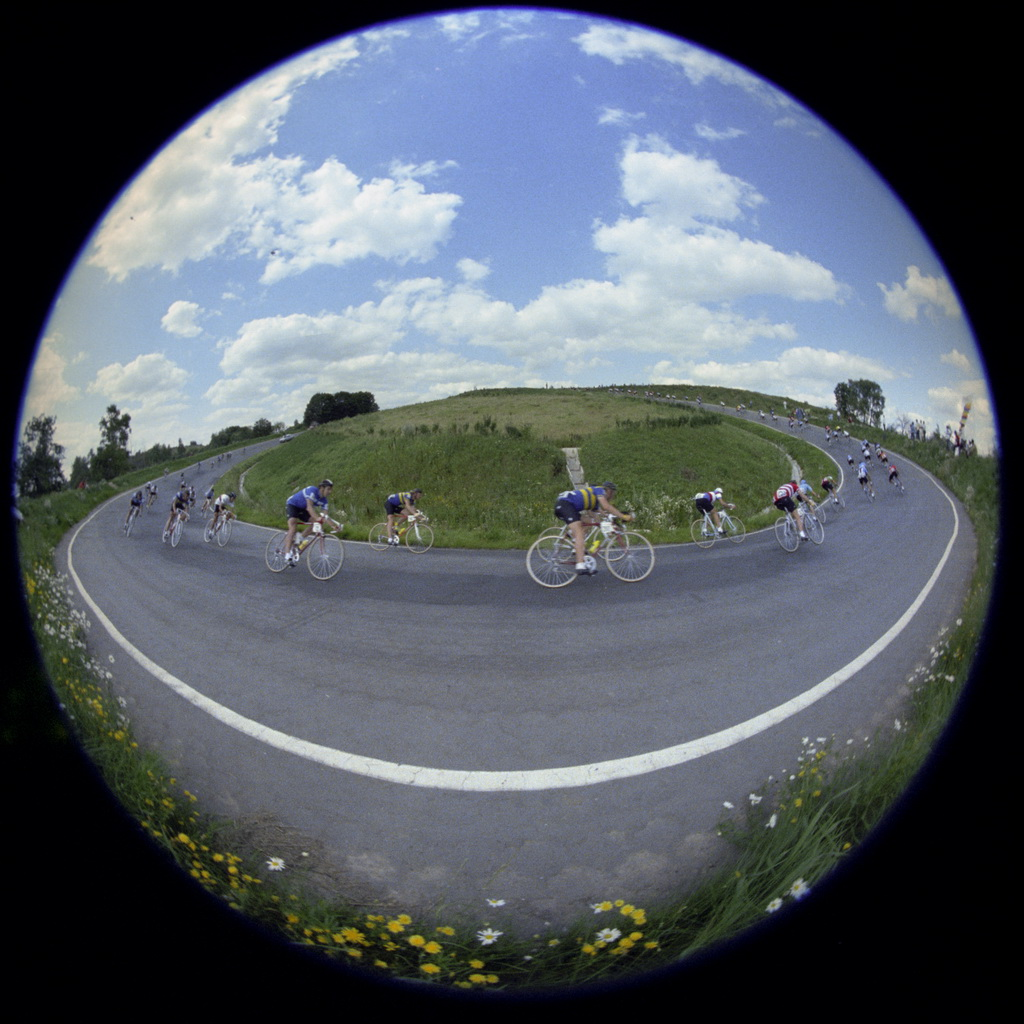
Велотрасса на Крылатских холмах во время Олимпиады-80

Парк расположен на склонах правого берега Москвы-реки, на одном из выступов Теплостанской возвышенности. На территории парка находятся несколько холмов (часть из которых насыпные), а также три оврага. Через весь парк проходит кольцевая велотрасса, сооружённая к Олимпиаде-80. Зимой действуют горнолыжные спуски.

## Природа
Фауна Крылатских холмов разнообразна. В парке обитает более 60 видов наземных позвоночных животных. Среди них — млекопитающие, занесённые в Красную книгу Москвы: заяц-русак, малая бурозубка и рыжая вечерница.
На Крылатских холмах произрастает более 360 видов сосудистых растений и 17 видов лишайников. Некоторые из растущих здесь трав занесены в Красную книгу Москвы.

## Достопримечательности
На территории парка находится родник «Рудненская Божья Мать», который почитается как чудотворный. Рядом с ним в центре парка стоит храм Рождества Пресвятой Богородицы в Крылатском (архитекторы Р. Т. Водо, А. Н. Стратилатов) — федеральный памятник архитектуры XIX века.

## Правовой статус
Территория Крылатских Холмов является особо охраняемой территорий входящей в Природно-Исторический Парк «Москворецкий». Основной задачей ООПТ является обеспечение благоприятной окружающей природной среды, сохранение уникальных природных ландашфтов, краснокнижных растений и животных, обитающих на её территории.